# Rue de Rennes (Paris)
Pour les articles homonymes, voir Rue de Rennes.
La rue de Rennes est une voie du 6e arrondissement de Paris. Elle est une artère commerçante majeure de la rive gauche de la capitale.

## Situation et accès
La rue de Rennes débute place du Québec et finit place du 18-Juin-1940. De tracé rectiligne et d'orientation nord-sud, elle mesure plus d'un kilomètre de longueur et vingt mètres de largeur. Ouverte au milieu du XIXe siècle, c'est une voie récente à l'échelle de l'histoire de Paris : son bâti, de gabarit assez homogène, rassemble en effet uniquement des bâtiments postérieurs à 1850.
La rue de Rennes est desservie par la ligne 4 aux stations Saint-Germain-des-Prés, Saint-Sulpice et Saint-Placide, la ligne 12 à la station Rennes et les lignes 4, 6, 12 et 13 à la station Montparnasse - Bienvenüe.

## Origine du nom
La rue est nommée d'après la ville de Rennes car en 1853, la rue aboutissait à la « gare de Rennes » — aujourd'hui gare de Paris-Montparnasse — à partir de laquelle partent des lignes desservant la Bretagne.

## Historique

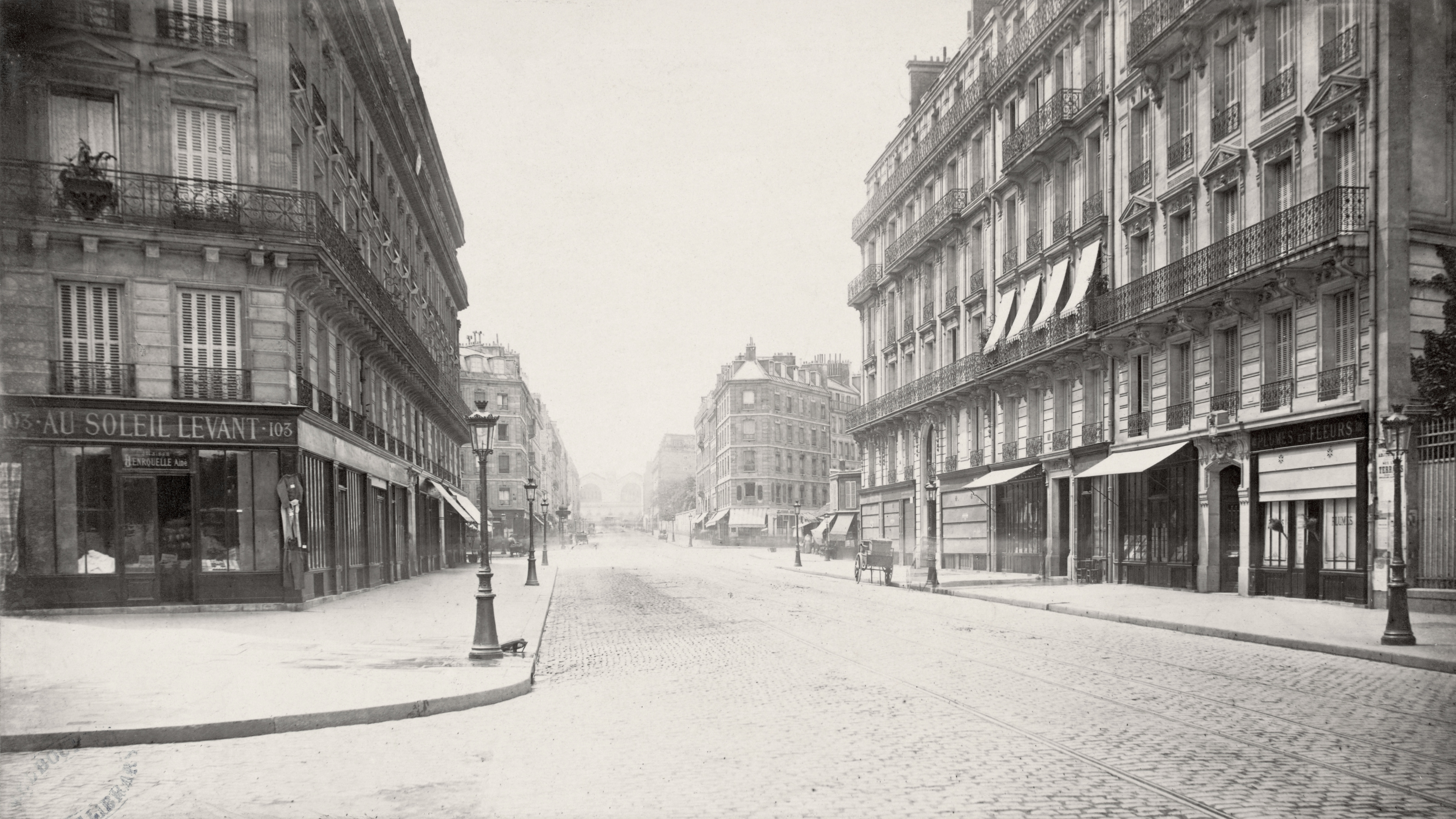
Rue de Rennes vers 1853-1870 (photographie attribuée à Charles Marville), depuis le boulevard Raspail, vers la gare.

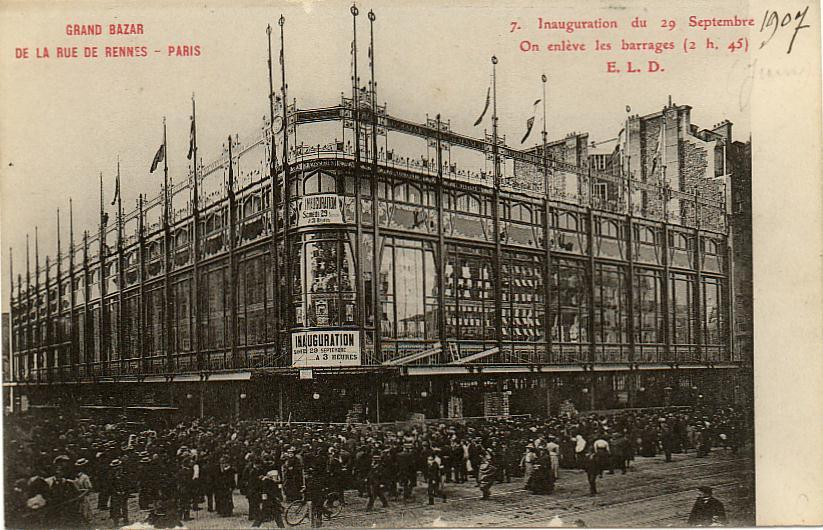
Le Grand bazar de la rue de Rennes, en 1907.

La rue de Rennes est une réalisation du Second Empire. Elle devait à l'origine rejoindre la Seine. C'est pour cette raison que la numérotation commence au 41, les numéros précédents ayant été réservés pour la partie de la rue qui devait être percée au nord du boulevard Saint-Germain. La partie existante a été percée en deux fois.
Son ouverture s'est faite à la suite du décret du 9 mars 1853 depuis les rues Notre-Dame-des-Champs et de Vaugirard jusqu'à la place du 18-Juin-1940. Le plan annexé à ce décret n'attribuait à la voie qu'une largeur de 20 mètres. Elle a cependant été ouverte, suivant des alignements différents, sur une largeur de 22 m, telle qu'elle figure sur le plan annexé au décret du 25 juillet 1855 et fixant son nivellement entre la rue de Vaugirard et la place du 18-Juin-1940.
La seconde tranche fait suite au décret du 28 juillet 1866 depuis le boulevard Saint-Germain jusqu'aux rues de Vaugirard et du Regard. Le percement de cette voie entraîne la disparition de plusieurs rues, :
- rue Beurrière,
- rue-neuve Guillemin,
- rue de l'Égout,
- le carrefour Saint-Benoît.

La troisième tranche n'a jamais été percée ; le tracé finalement retenu impliquait la destruction de l'Institut de France,.
En 1880, le débouché de la rue de Rennes sur le boulevard du Montparnasse a pris le nom de « place de Rennes » (aujourd'hui place du 18-Juin-1940). En 1977, la partie située au contact de la place Saint-Germain-des-Prés s'est trouvée englobée à cette dernière.
Le 30 mars 1918, durant la première Guerre mondiale, un obus lancé par la Grosse Bertha explose à l'angle de la rue de Rennes et du boulevard Raspail. Le lendemain un autre obus éclate au no 106.
On parle souvent de la rue de Rennes en référence à l'attentat de la rue de Rennes, perpétré devant le magasin Tati, le 17 septembre 1986. C'est le dernier et le plus meurtrier (7 morts et une soixantaine de blessés) d'une série commencée le 4 septembre (11 morts en tout). Perpétré en plein jour, il est revendiqué par le CSPPAC, un faux nom dissimulant le Hezbollah agissant pour le compte de l'Iran, qui réclame la libération du chef libanais Georges Ibrahim Abdallah. Le chef du commando terroriste responsable des attaques, Fouad Ali Salah, est arrêté en mars 1987. Une plaque inaugurée par le président François Mitterrand honore la mémoire des victimes.
La rue de Rennes a été réaménagée au début des années 2010. Une première étape concernant la partie sud entre la place du 18-Juin-1940 et le boulevard Raspail a été lancée en mai 2011 et s'est achevée le 30 juin 2012 : élargissement des trottoirs, création de bandes cyclables et de places de livraison. Pour permettre ces aménagements, les couloirs de bus ont été supprimés bien que quatre lignes de bus, dont deux lignes Mobilien, y circulent.

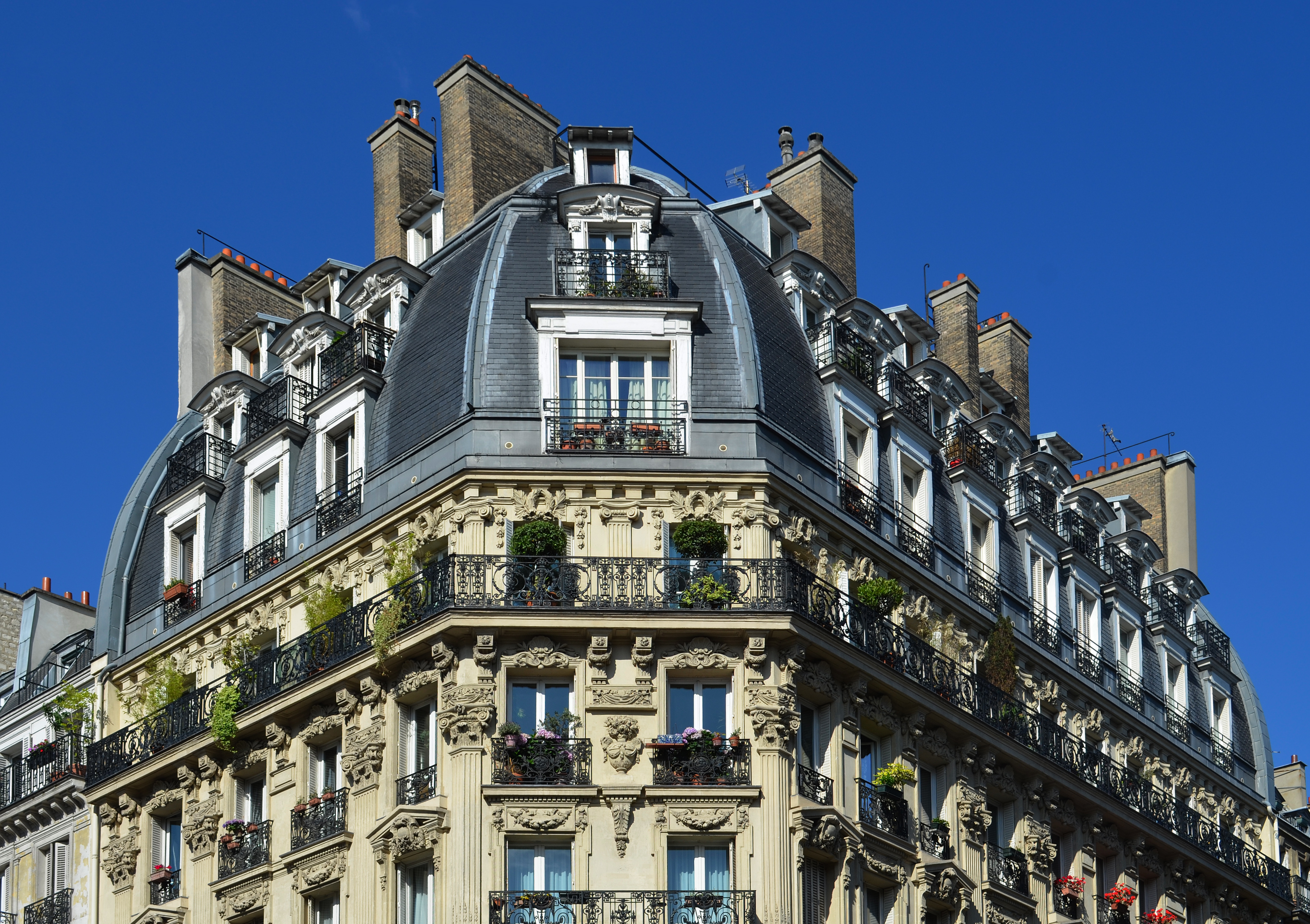
Immeuble haussmannien tardif au no 72.
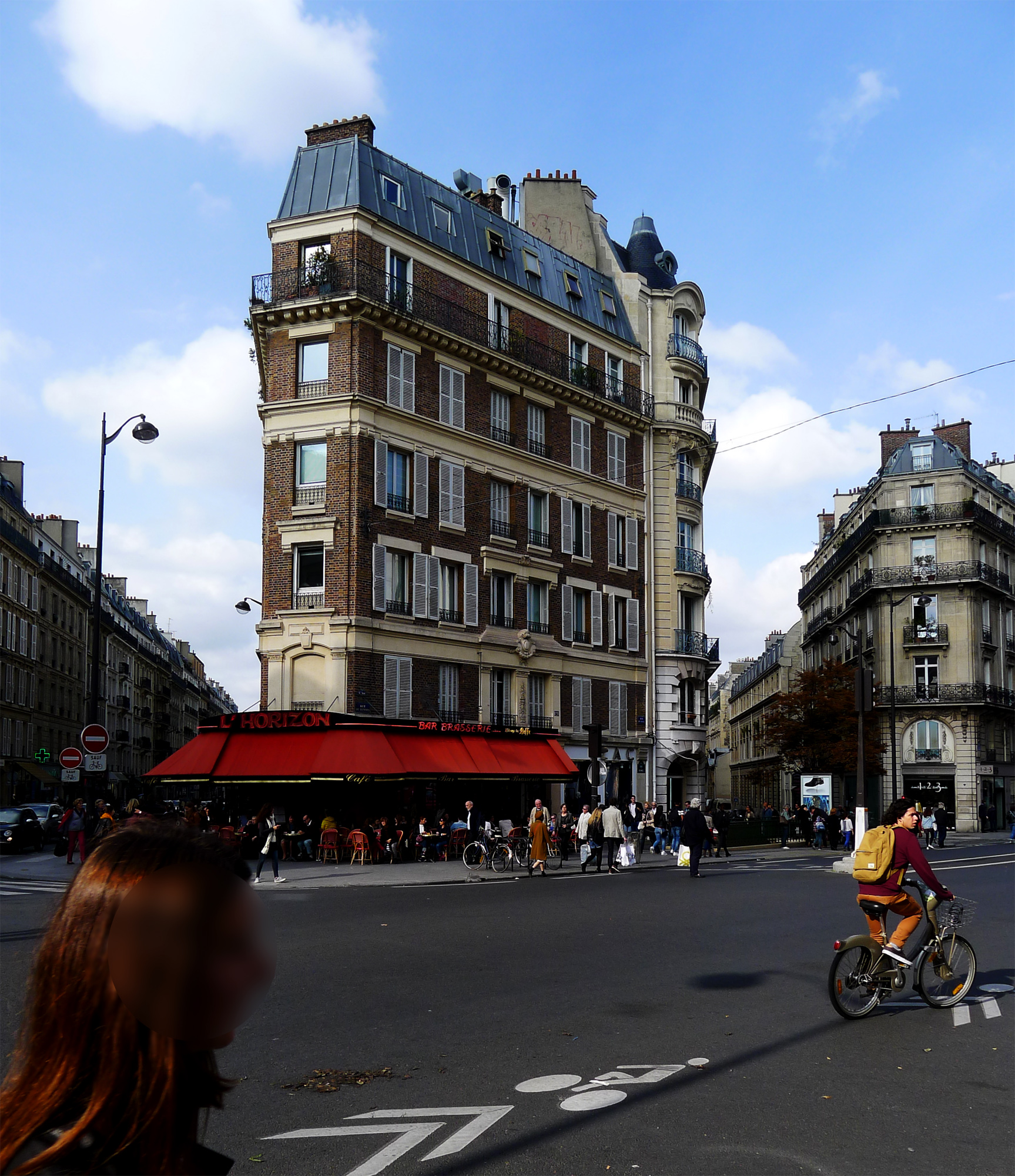
No 120 : immeuble vers le milieu de la rue.
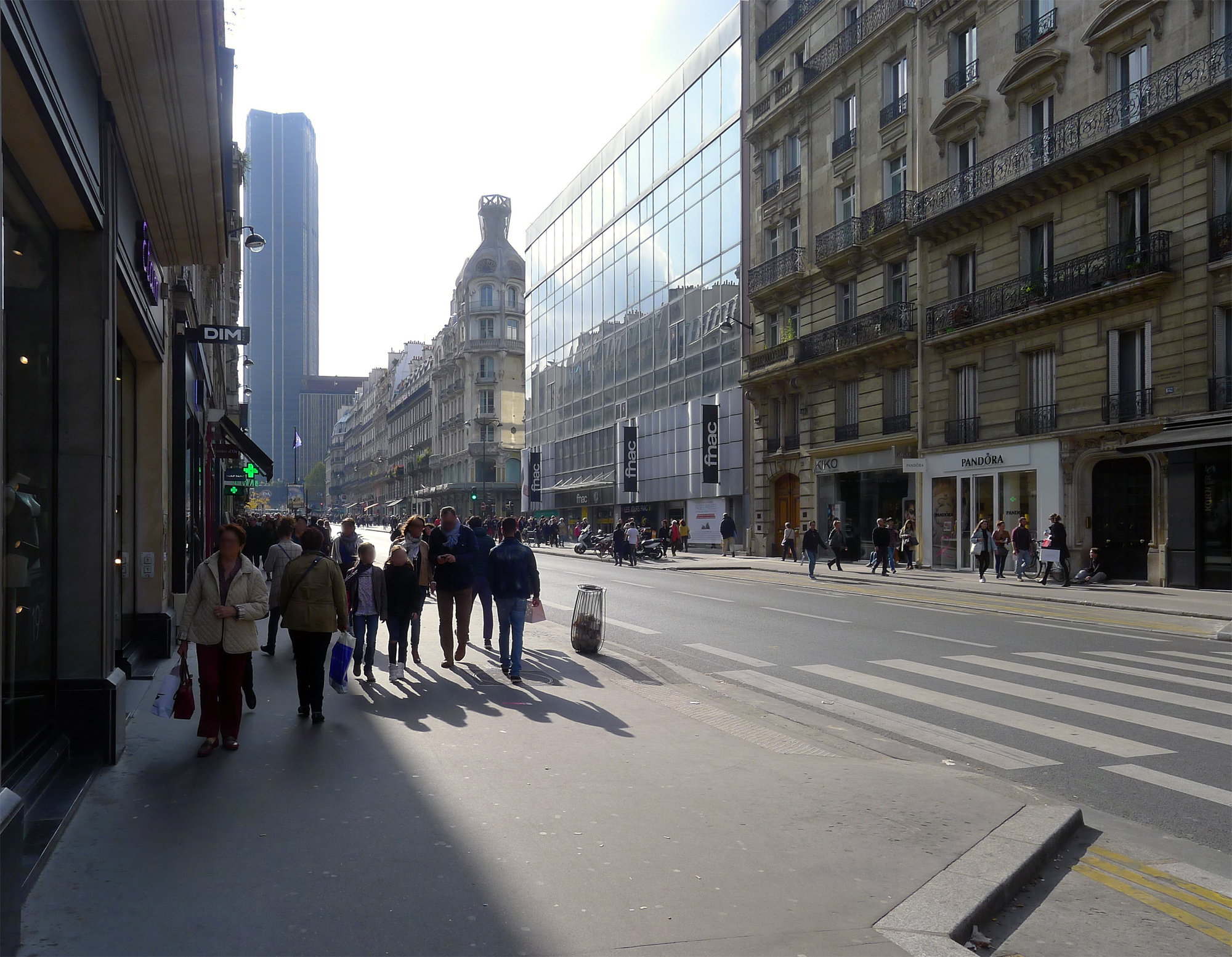
L'extrémité sud de la rue ; en arrière-plan, la tour Montparnasse et la gare de Paris-Montparnasse.

## Bâtiments remarquables et lieux de mémoire
- À un numéro inconnu vécurent François Hollande et Ségolène Royal dans les années 1980[11].
- No 44 : le 22 mars 1895, les frères Lumière y donnent leur première projection publique de cinéma, devant la Société d'encouragement pour l'industrie nationale[12].
Ancien siège de la Faculté libre de droit, d'économie et de gestion de Paris.
- No 46 : le peintre Charles Wislin (1852-1932) y résida.
- No 50 : au-dessus de la porte se trouve un bas-relief figurant le dragon de sainte Marguerite réalisé en 1732 par Paul-Ambroise Slodtz. Il surplombait à l'origine un portail donnant sur une cour intérieure, la cour du Dragon. La cour fut détruite au milieu du XXe siècle et le portail, pourtant classé monument historique, fut détruit en 1935 pour laisser place à un immeuble en béton. La fresque présentée de nos jours est une copie, l'originale se trouvant au musée du Louvre.
- No 54 : Charles Pigeon y est décédé.

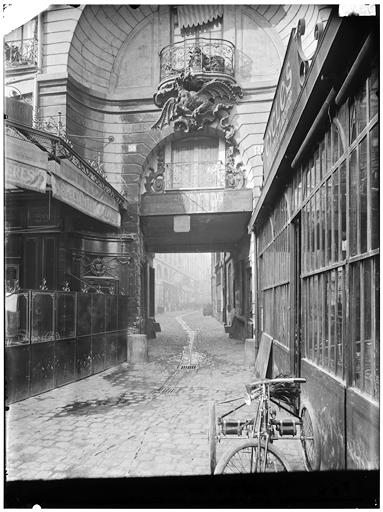
Vue de l'entrée de la cour du Dragon.
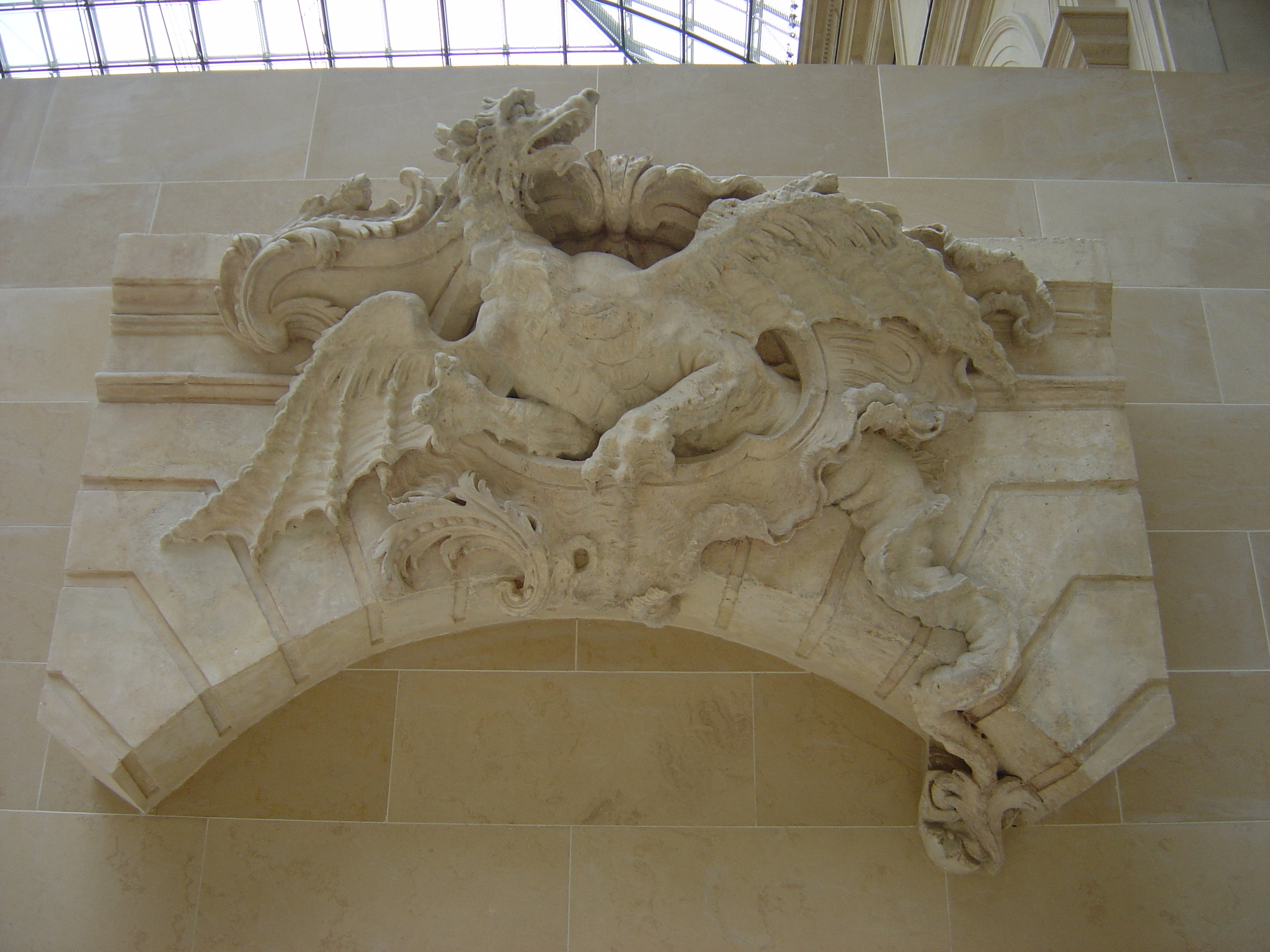
L'enseigne Au Dragon de Paul-Ambroise Slodtz (Louvre).
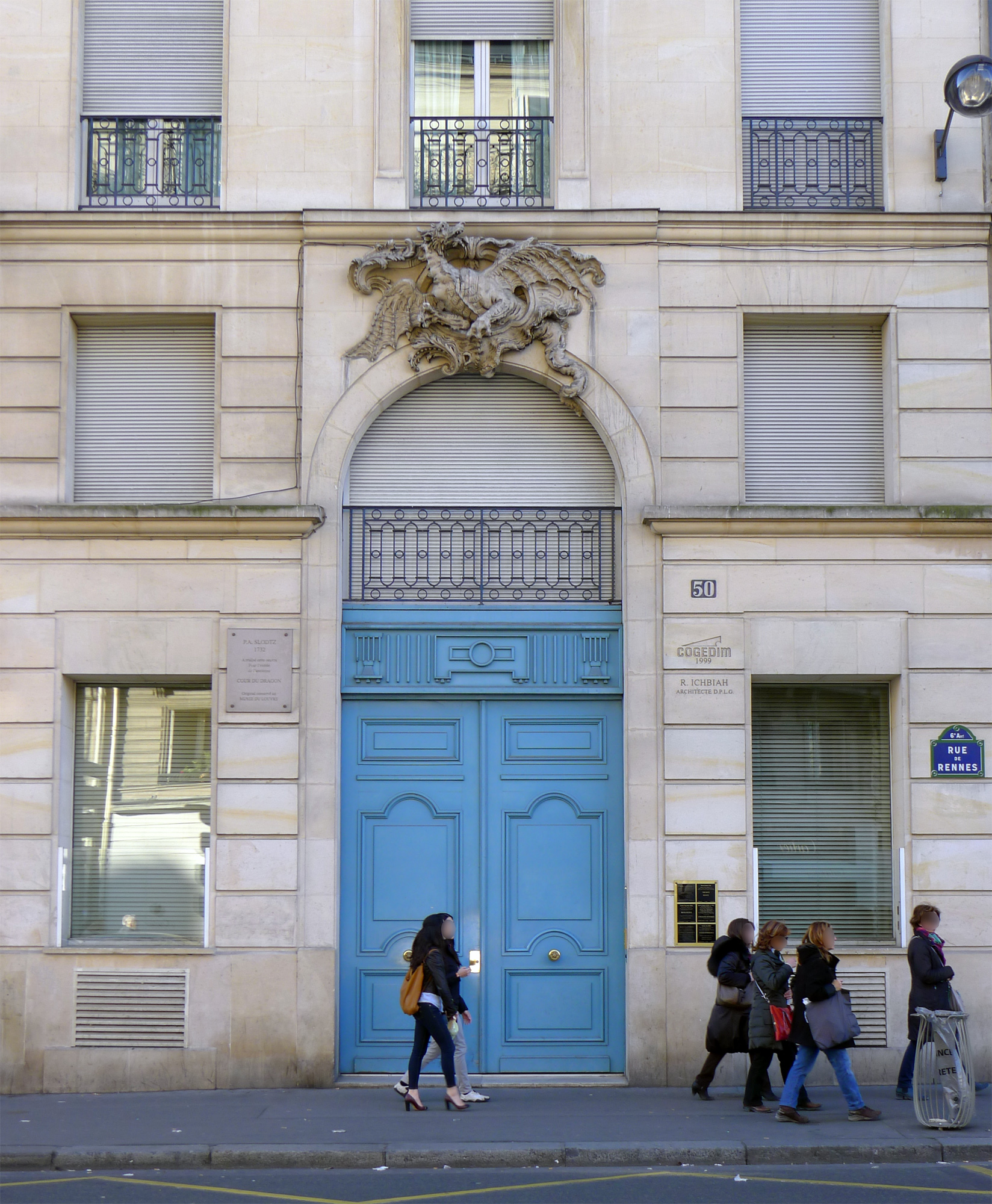
Copie du bas-relief Le Dragon au no 50.

- No 62 : Gaston Prost (1881-1967), peintre et lithographe, y vécut[13].
- No 64 : ici avait lieu pendant le siège de Paris le conseil municipal de Bourg-la-Reine, qui se réunit du septembre 1870 au 14 mars 1871 dans un premier temps dans l'ancien immeuble No 43 du boulevard Saint-Germain (l'immeuble actuel date de 1890), puis ici, Jean Alphonse Gosse étant maire[14].
- No 71 : en 1919, Simone de Beauvoir, encore enfant et qui vit jusqu'alors dans le bel appartement où elle est née en 1908, au 103, boulevard du Montparnasse[15], sa famille ayant subi des revers de fortune, déménage à cette nouvelle adresse dans un logement moins cossu au sixième étage, sans ascenseur pour y accéder, ni eau courante ; elle y vit jusqu'en 1929[16].
- No 76 : cinéma L'Arlequin.
Une partie du sous-sol de l'immeuble a abrité, de 1948 à 1956, le cabaret-théâtre La Rose Rouge (150 places) dirigé par Nikos Papatakis (1918-2010) qui en avait été cofondateur lors de son ouverture, en 1947, dans un restaurant du même nom situé 53, rue de la Harpe[17]. Le film de fiction La Rose rouge (1951) réalisé par Marcel Pagliero (1907-1980) retrace l’ambiance du lieu.

- No 112 : ancien bâtiment du Crédit municipal de Paris. Depuis 1983, bibliothèque André-Malraux[18].
- No 129 : l'architecte Theodor Josef Hubert Hoffbauer (1829-1922) y habite en 1868.
- Nos 136-138 : ancien immeuble du Grand bazar de la rue de Rennes, inauguré le 29 septembre 1906, dû à l'architecte Henri Gutton (qui s'est fait remarquer à Nancy avec le mouvement Art nouveau). Les poutrelles métalliques de l'immeuble proviennent des ateliers de l'ingénieur Armand Moisant. En 1910, il devient les Grands Magasins de la rue de Rennes, qui deviennent dans les années 1920 la propriété des Magasins Réunis. Vers 1960, ceux-ci plaquent une nouvelle façade plus banale sur la façade d'origine. Le bâtiment originel est détruit puis reconstruit[19]. En 1974, l'édifice devient un magasin Fnac, le premier magasin de l'enseigne à Montparnasse qui propose des livres.

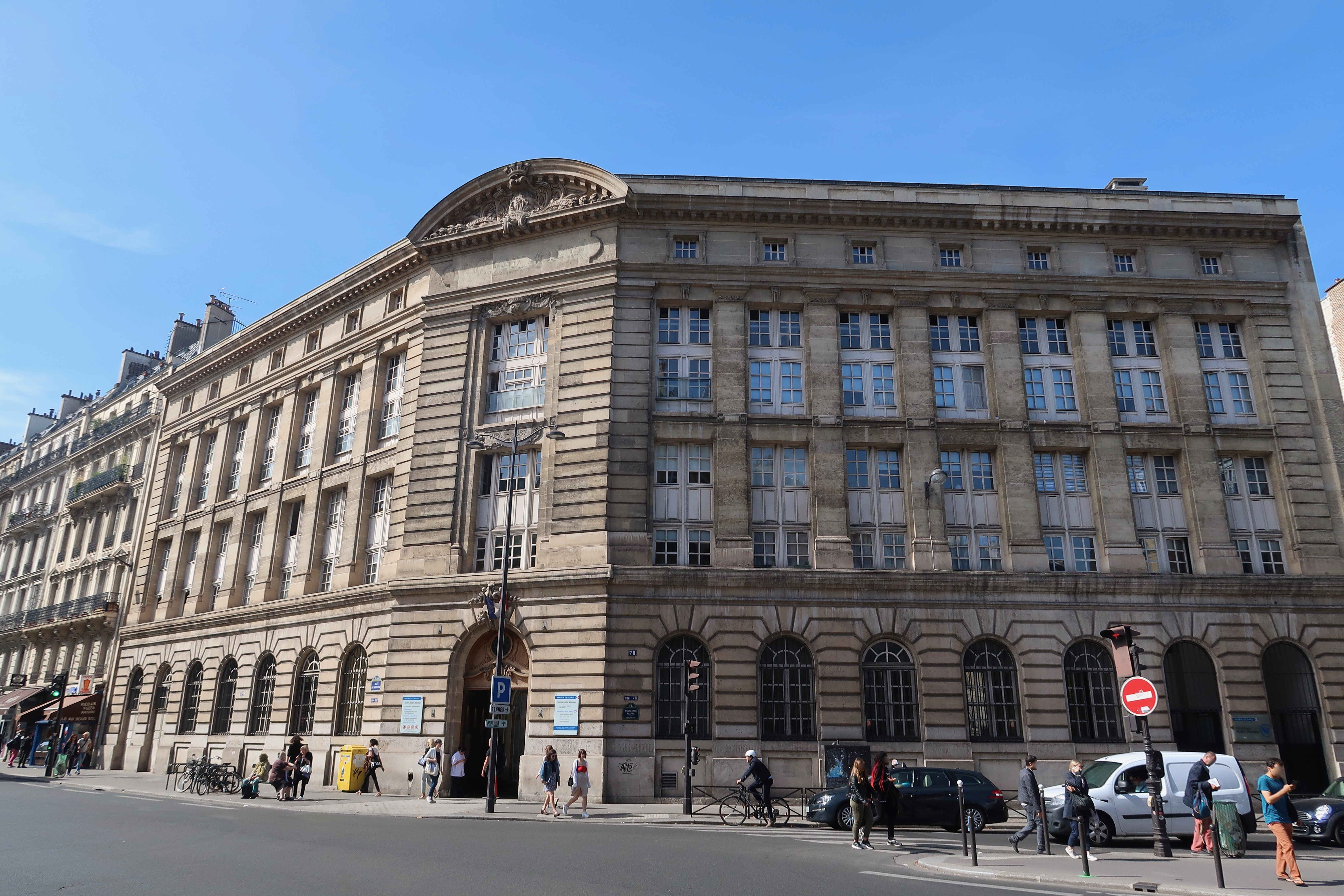
No 112 : Bibliothèque André-Malraux.
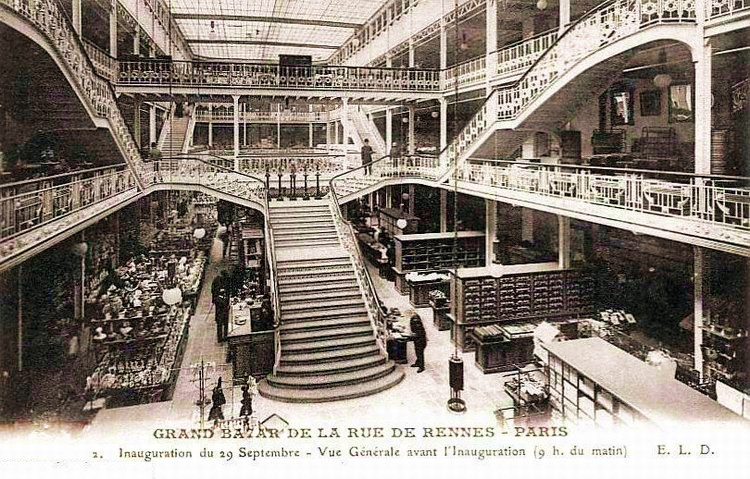
Nos 136-138 : Intérieur de l'ancien Grand bazar.

- No 140-140 bis : immeuble de l'ancien magasin Félix Potin, ouvert en 1904, œuvre de l'architecte Paul Auscher, grande surface alimentaire de six étages richement décorée en style Art nouveau qui proposait notamment un « service de cuisine pour la ville » avec son rayon traiteur[20]. La façade et la toiture du bâtiment sont classées monuments historiques. Cet immeuble fut ensuite repris par Tati. L'attentat de la rue de Rennes y est commis le 17 septembre 1986. La zone commerciale est désormais occupée par Zara.

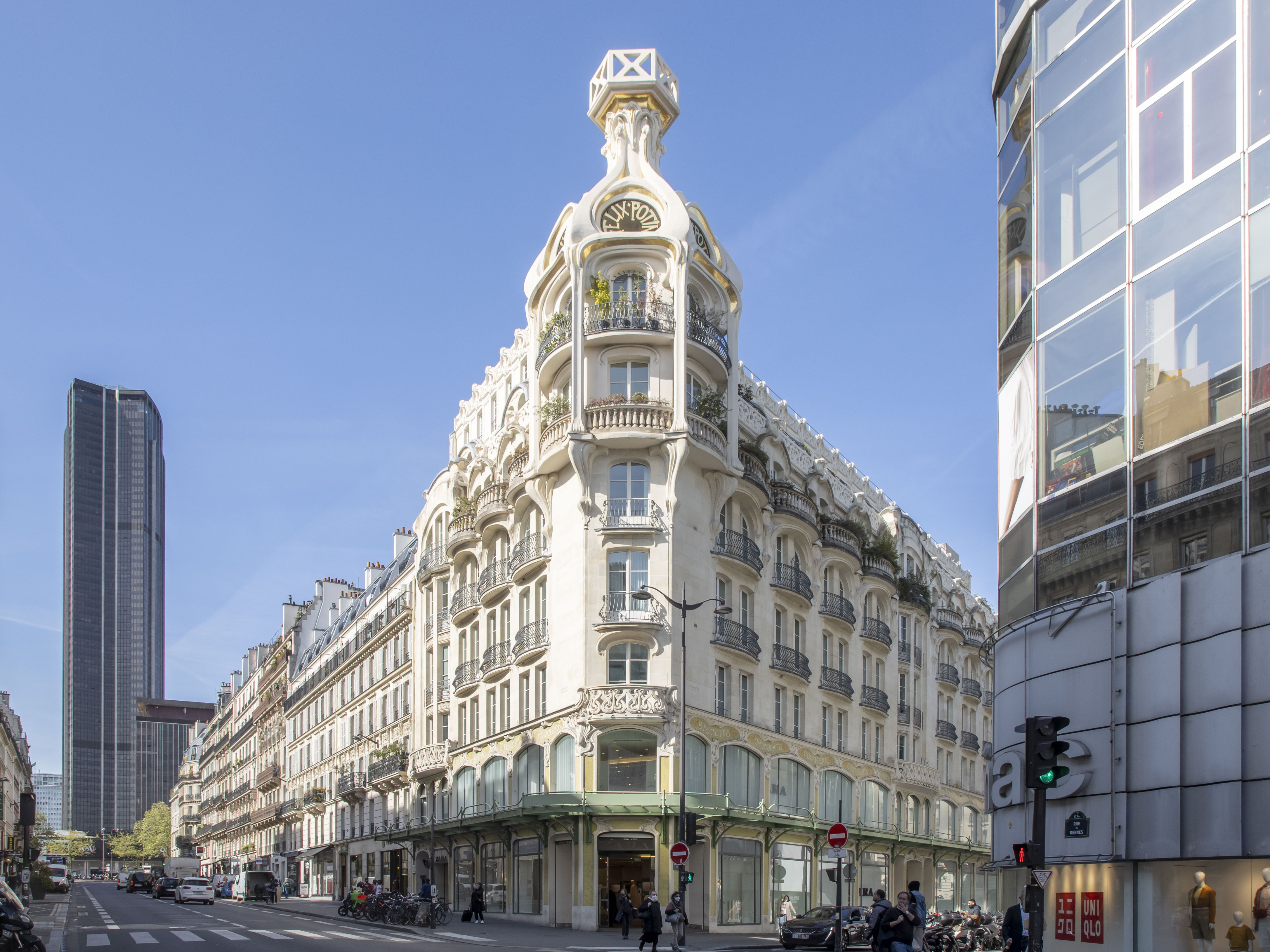
Nos 140-140 bis : Ancien immeuble Félix Potin.

- No 153 : emplacement de la première église de la paroisse Notre-Dame-des-Champs, créée en 1858 et qui couvre une partie de ce quartier. Le bâtiment était en bois. Elle a été remplacée depuis par la nouvelle église Notre-Dame-des-Champs, construite de 1867 à 1876 à l'angle du boulevard du Montparnasse et de la rue du même nom. En 1931, elle a été remontée à Fermanville[21].

### Plaques commémoratives

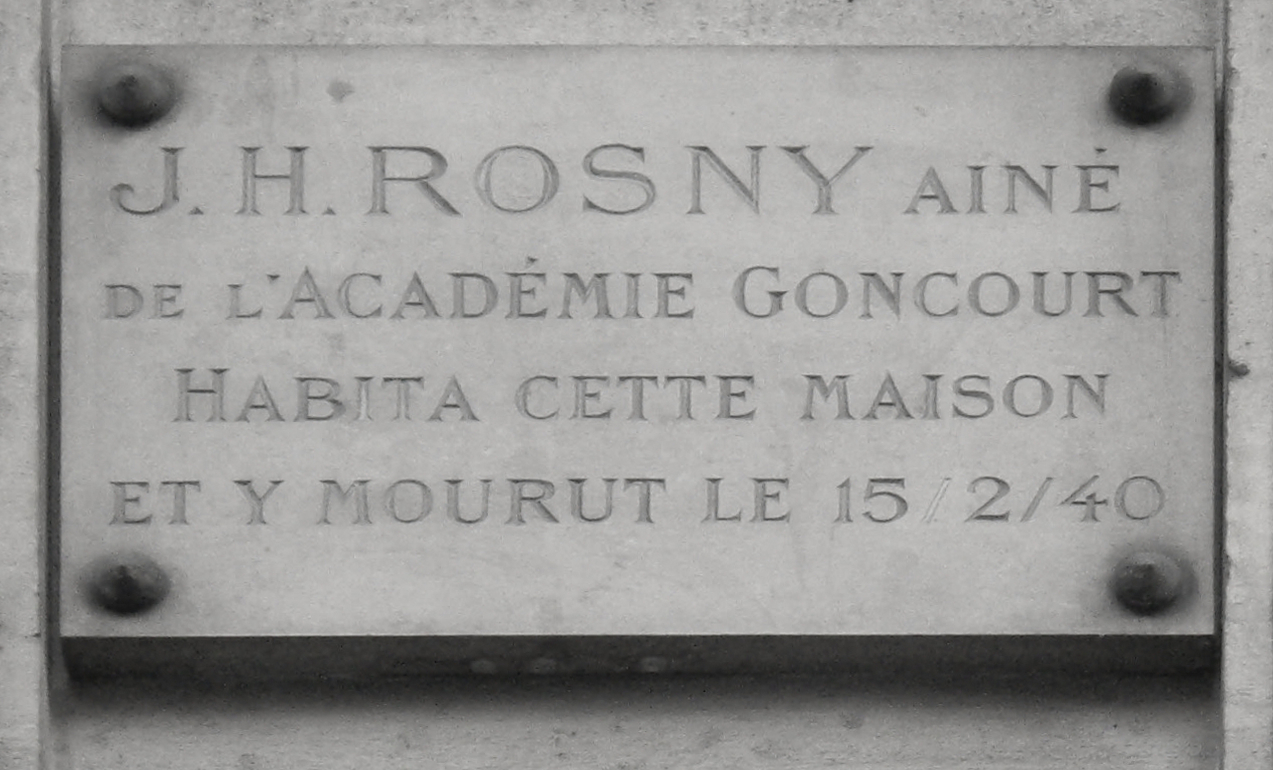
L'écrivain J.-H. Rosny aîné mourut au no 47 en 1940.
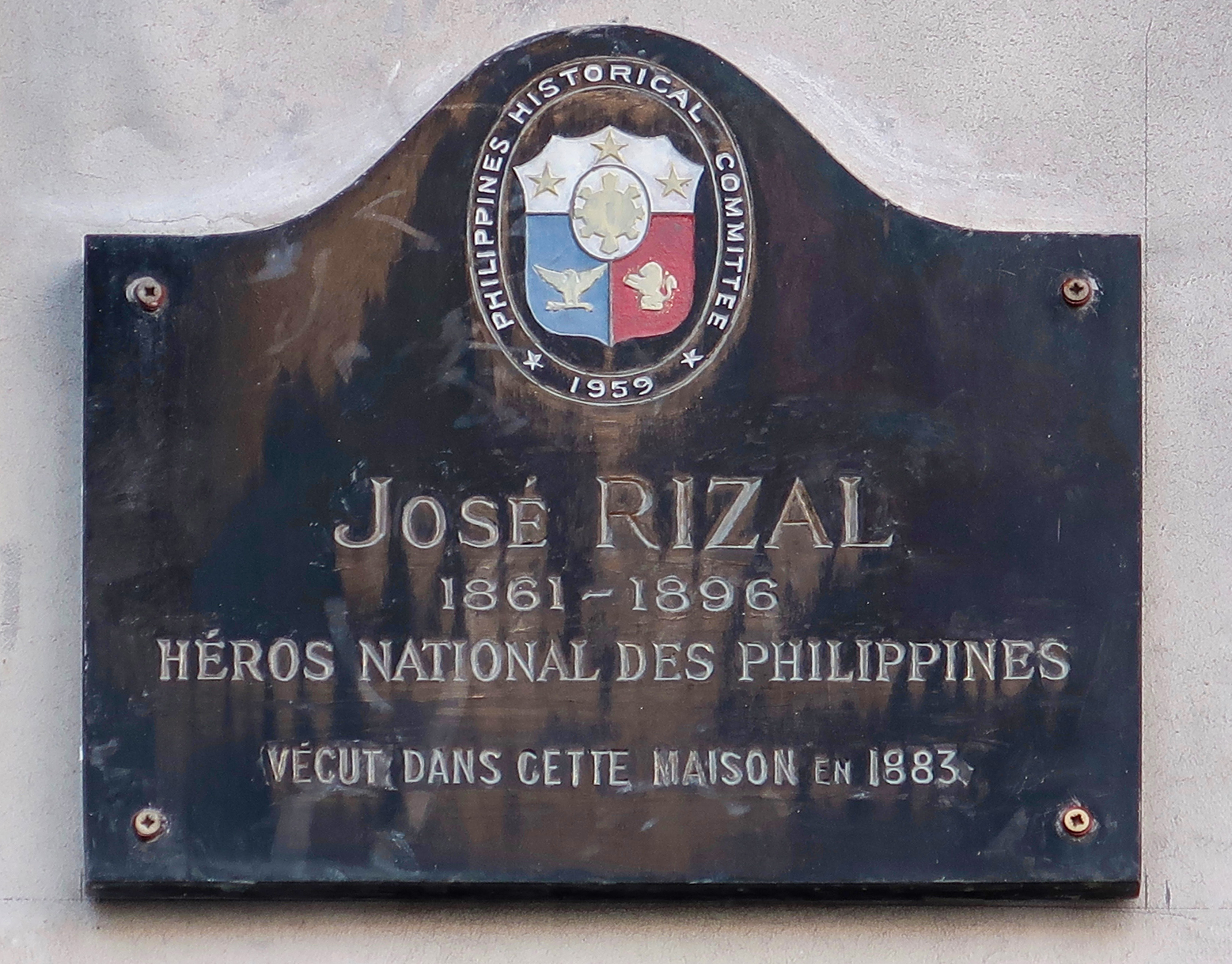
Le militant indépendantiste philippin José Rizal vit au no 124 en 1883.
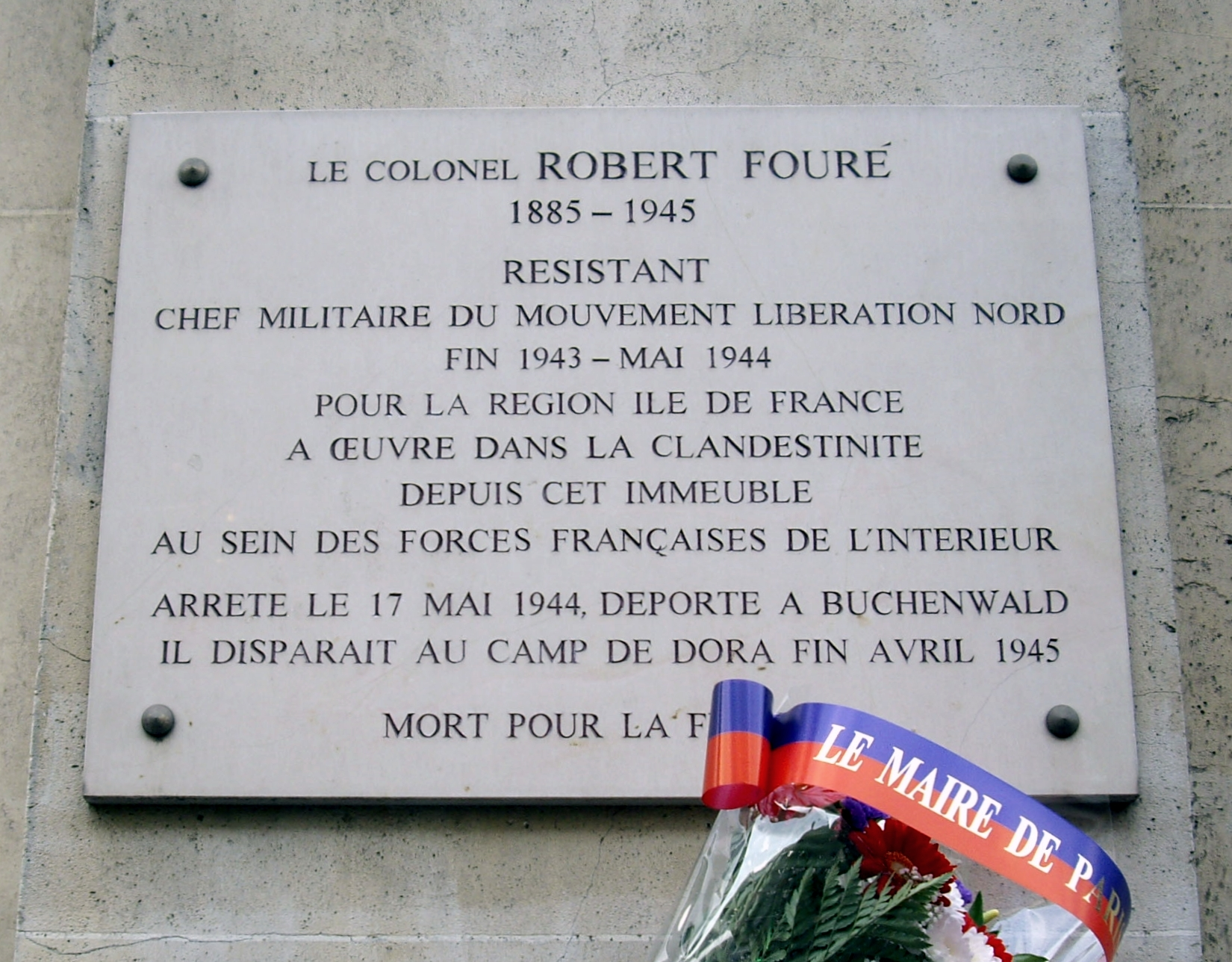
Robert Fouré, chef militaire de Libération-Nord, mort en déportation, habita au no 128.
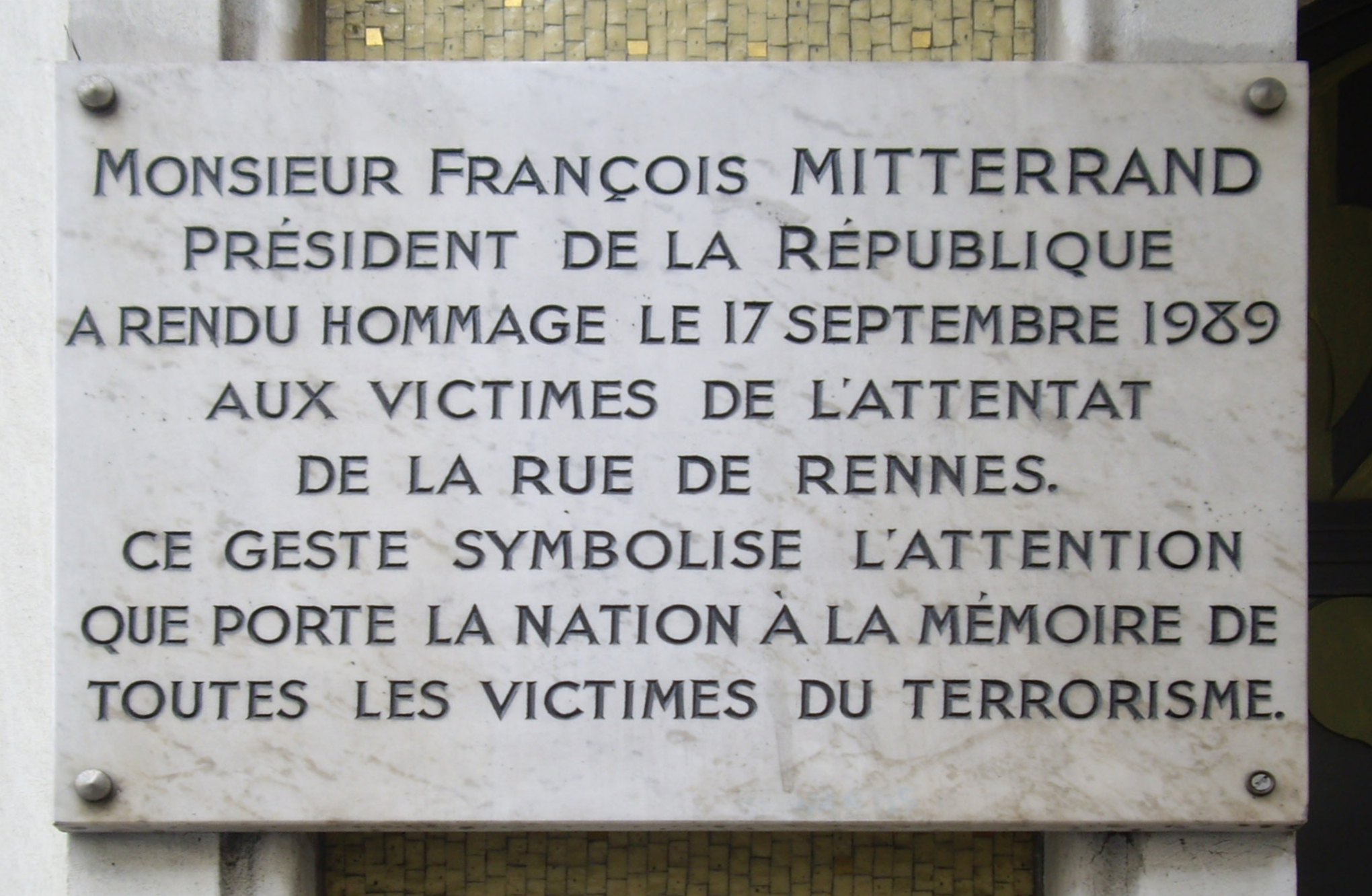
Plaque en mémoire de l'attentat de la rue de Rennes au no 140 bis.
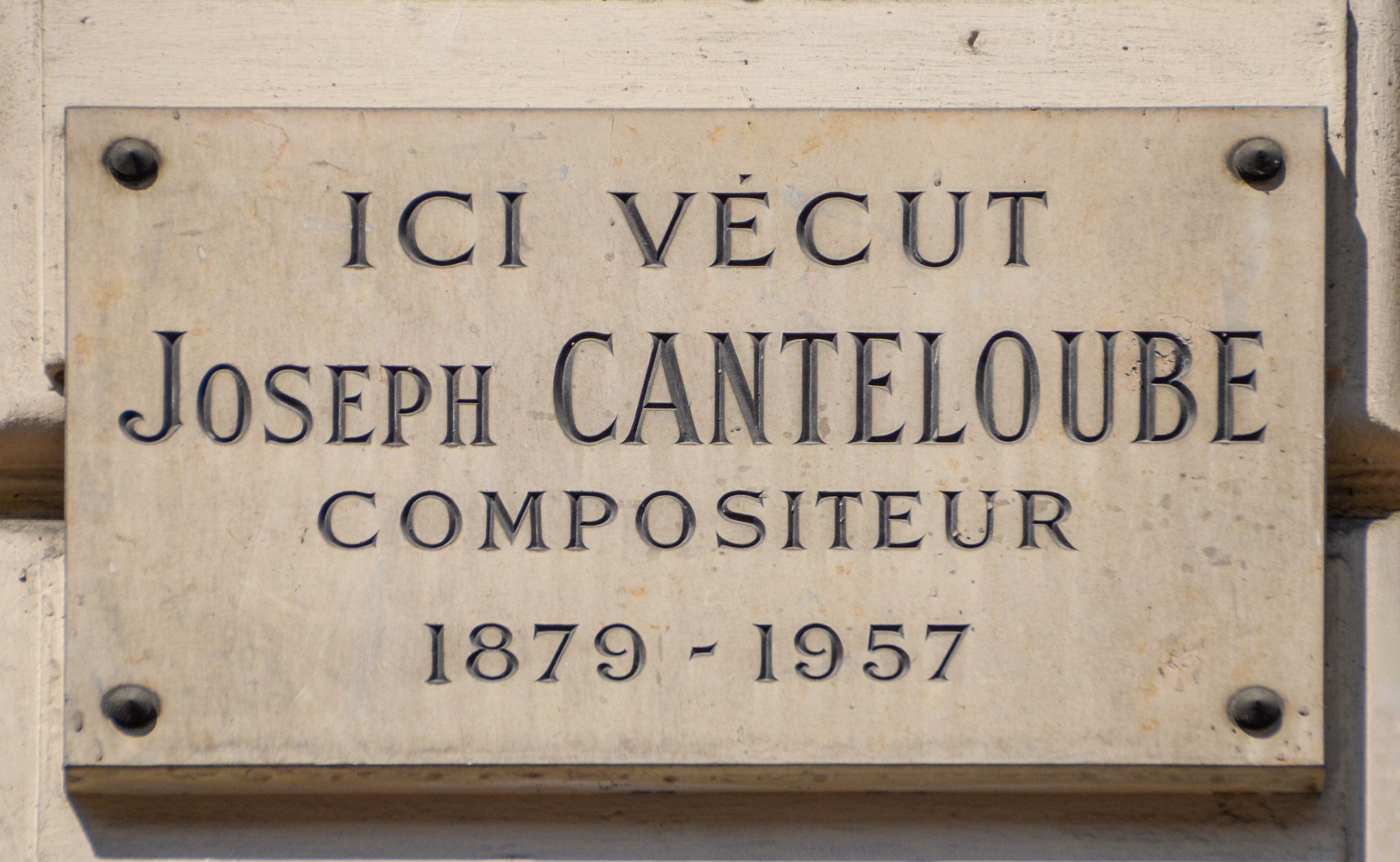
Le compositeur Joseph Canteloube vécut au no 146.
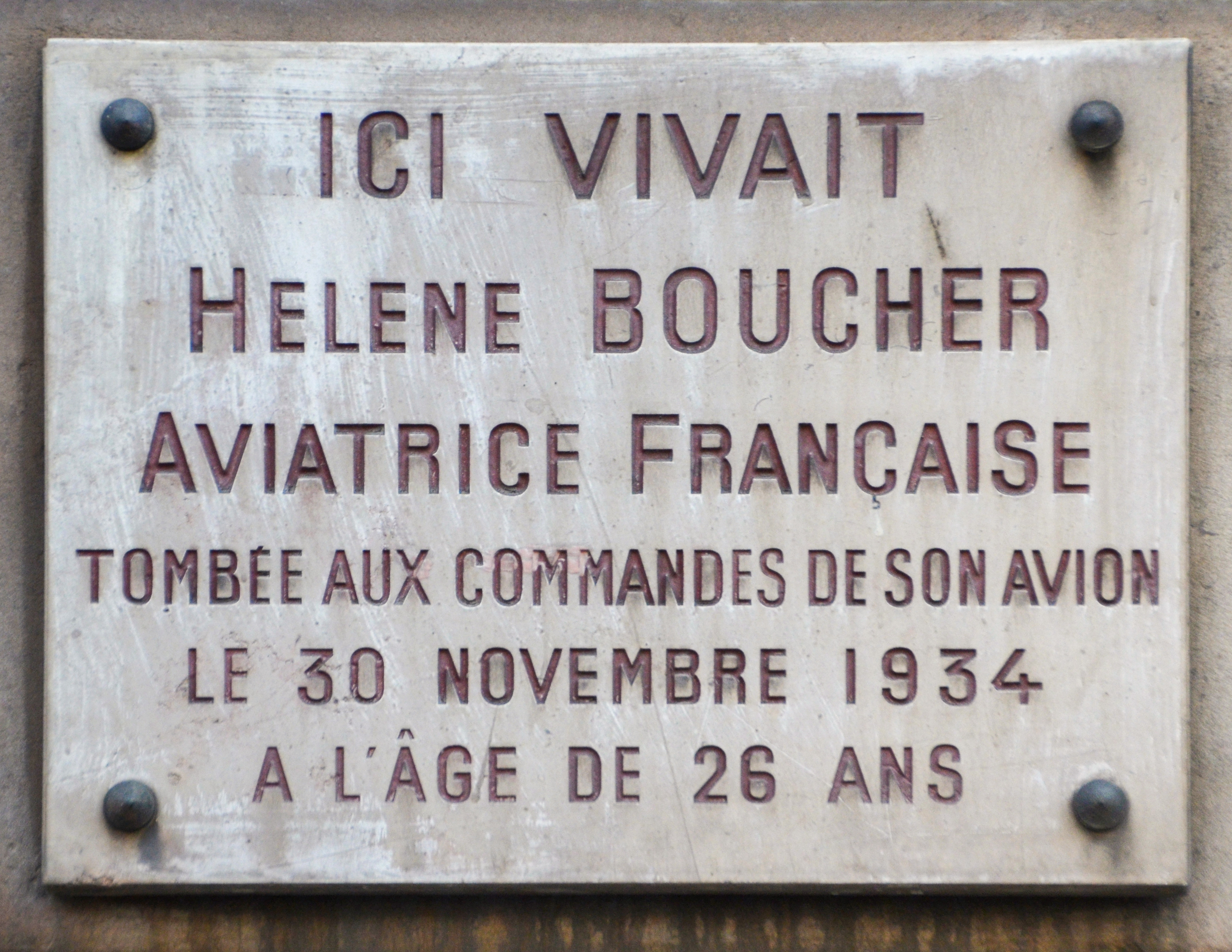
L'aviatrice Hélène Boucher vécut au no 169.